# 나카타 이치조
나카타 이치조(일본어: 中田 一三, 1973년 4월 19일 ~ )는 일본의 전 축구 선수이자 현 축구 지도자로 과거 요코하마 플뤼겔스, 아비스파 후쿠오카, 오이타 트리니타, 제프 유나이티드 이치하라, 베갈타 센다이, 방포레 고후에서 활동했으며 현재 J3리그 나라 클럽의 사령탑을 맡고 있다.

## 구단 경력
1992년 J1리그의 요코하마 플뤼겔스에 입단하였다. 1993년에 천황배 우승. 1996년 아비스파 후쿠오카로 이적했다. 1998년부터 2001년까지 오이타 트리니타와 제프 유나이티드 이치하라에서 뛰었다. 2002년 J1리그의 베갈타 센다이로 이적했다. 2003년 J2리그의 방포레 고후로 이적했다.

## 지도자 경력
2019년 교토 상가 FC의 감독으로 취임하였다. 2024년부터 2025년까지 나라 클럽에서 감독을 맡았다.